# Wilma Salas
Wilma Salas Rosell (Santiago di Cuba, 9 marzo 1991) è una pallavolista cubana naturalizzata azera, schiacciatrice della Roma Club.

## Carriera

### Club
La carriera di Wilma Salas inizia nei tornei amatoriali cubani, giocando per la formazione provinciale di Santiago de Cuba, dove rimane fino al 2012. Dopo due annate di inattività, torna in campo nel campionato 2014-15 quando firma il suo primo contratto professionistico con il Rabitə Baku, nella Superliqa azera, aggiudicandosi lo scudetto; riceve inoltre la nazionalità sportiva locale, diventando nota anche come Wilma Aslihanova. Nel campionato seguente approda in Turchia, dove difende i colori del Çanakkale, in Voleybol 1. Ligi, restandovi anche nella stagione 2016-17, vestendo però la maglia dell'Halkbank.
Per il campionato 2018-19 si accasa al Cuneo Granda, nella Serie A1 italiana, trasferendosi quindi nelle Filippine per il termine della stagione, dove disputa il locale campionato con la maglia delle Petro Gazz Angels; nell'annata successiva passa al club polacco del Chemik Police, aggiudicandosi Supercoppa, due Coppa di Polonia e due scudetti, pur non disputando gran parte della stagione 2020-21 a causa di un serio infortunio al ginocchio occorsole nella parte iniziale del campionato.
Nell'annata 2021-22 torna in campo nel massimo campionato greco, ingaggiata dall'Olympiakos. Dopo un biennio nel club ellenico, per il campionato 2023-24 ritorna in Sultanlar Ligi, indossando la casacca del Beşiktaş, mentre in quello seguente è nuovamente nella massima divisione italiana, ingaggiata dalla Roma Club, con cui si aggiudica la WEVZA Cup e la Challenge Cup.

### Nazionale
Nel 2008 fa il suo esordio nella nazionale cubana, con la quale un anno dopo si rende protagonista alle qualificazioni al campionato mondiale 2010, centrando l'accesso alla rassegna iridata e venendo premiata come miglior attaccante e servizio del torneo, aggiudicandosi in seguito la medaglia di bronzo al campionato nordamericano 2009, bissata nel 2011, anno in cui vince la medaglia d'argento ai XVI Giochi panamericani; nel 2012 veste per l'ultima volta la maglia della nazionale aggiudicandosi ancora un bronzo, questa volta nella Coppa panamericana.

## Palmarès

### Club
- Campionato azero: 1

2014-15
- Campionato polacco: 2

2019-20, 2020-21
- Coppa di Polonia: 2

2019-20, 2020-21
- Supercoppa polacca: 1

2019
- Challenge Cup: 1

2024-25
- WEVZA Cup: 1

2024

### Nazionale (competizioni minori)
- Montreux Volley Masters 2010
- Montreux Volley Masters 2011
- Giochi panamericani 2011
- Coppa panamericana 2012

### Premi individuali
- 2009 - Qualificazioni nordamericane al campionato mondiale 2010: Miglior attaccante
- 2009 - Qualificazioni nordamericane al campionato mondiale 2010: Miglior servizio
- 2009 - Campionato nordamericano: Rising Star